# Mangan(II)-phosphat
Mangan(II)-phosphat ist eine anorganische chemische Verbindung und neben Mangan(III)-phosphat eine der fünf bekannten Phosphate des Mangans.

## Vorkommen
Mangan(II)-phosphat-Trihydrat kommt natürlich in Form des Minerals Reddingit  vor.

## Gewinnung und Darstellung
Mangan(II)-phosphat kann durch Reaktion einer wässrigen Lösung von Mangan(II)-nitrat mit Ammoniumdihydrogenphosphat gewonnen werden. Ebenfalls möglich ist die Synthese durch Reaktion von Mangan(III)-oxid, Ammoniumphosphat und Galliumorthophosphat bei 270 °C und einem Druck von 10 MPa.
Mangan(II)-phosphat-Heptahydrat, Mn3(PO4)2·7H2O, bildet sich als weißer Niederschlag, wenn eine Lösung eines Mangan(II)-Salzes mit Dinatriumhydrogenphosphat behandelt wird. Das Heptahydrat wird von konzentrierter Schwefelsäure teilweise dehydratisiert, wobei ein weiteres Hydrat entsteht, das als Mn3(PO4)2·3,5H2O charakterisiert wird. Dieses Hydrat kann bei 100 °C weiter zum Trihydrat Mn3(PO4)2·3H2O dehydratisiert werden. Das Trihydrat kann auch durch Erhitzen von Manganese hydrogenephosphat MnHPO4 mit Wasser auf 100 bis 140 °C oder durch Kochen von Mangan(II)-carbonat mit Orthophosphorsäure dargestellt werden. Mn3(PO4)2·5H2O und Mn3(PO4)2·H2O sind ebenfalls beschrieben worden. Ersteres wird durch Einwirkung von Wasser auf Manganammoniumphosphat NH4MnPO4 gewonnen, letzteres durch Erhitzen des Trihydrats mit Wasser in einem verschlossenen Rohr bei 250 °C. Die wasserfreie Form von Mangan(II)-phosphat entsteht beim Erhitzen eines der Hydrate bis zur Rotglut.

## Eigenschaften
Mangan(II)-phosphat ist ein weißer kristalliner Feststoff. Er kommt als Anhydrat in drei Modifikationen vor, die alle eine monokline Kristallstruktur besitzen. Davon besitzen die α-, β′-Modifikationen die Raumgruppe P21/n (Raumgruppen-Nr. 14, Stellung 2) und die γ-Modifikation die Raumgruppe P21/c (Raumgruppen-Nr. 14). Daneben ist ein Semihydrat mit der Raumgruppe Cc (Raumgruppen-Nr. 9) und weitere Hydrate bekannt. Das Heptahydrat ist in Wasser wenig löslich und wird durch Alkali zersetzt.

## Verwendung
Mangan(II)-phosphat wird für Beschichtungen eingesetzt.